# Serre-les-Sapins
Serre-les-Sapins és un municipi francès situat al departament del Doubs i a la regió de Borgonya - Franc Comtat. L'any 2007 tenia 1.559 habitants.

## Demografia

### Població
El 2007 la població de fet de Serre-les-Sapins era de 1.559 persones. Hi havia 594 famílies de les quals 120 eren unipersonals (44 homes vivint sols i 76 dones vivint soles), 185 parelles sense fills, 225 parelles amb fills i 64 famílies monoparentals amb fills.
La població ha evolucionat segons el següent gràfic:
Habitants censats

### Habitatges
El 2007 hi havia 617 habitatges, 598 eren l'habitatge principal de la família, 4 eren segones residències i 15 estaven desocupats. 515 eren cases i 99 eren apartaments. Dels 598 habitatges principals, 466 estaven ocupats pels seus propietaris, 127 estaven llogats i ocupats pels llogaters i 6 estaven cedits a títol gratuït; 8 tenien una cambra, 19 en tenien dues, 59 en tenien tres, 109 en tenien quatre i 403 en tenien cinc o més. 550 habitatges disposaven pel capbaix d'una plaça de pàrquing. A 217 habitatges hi havia un automòbil i a 351 n'hi havia dos o més.

### Piràmide de població
La piràmide de població per edats i sexe el 2009 era:
| Homes | Edats   | Dones |
| ----- | ------- | ----- |
| 0     | 95 o +  | 4     |
| 0     | 90 a 94 | 4     |
| 0     | 85 a 89 | 12    |
| 0     | 80 a 84 | 4     |
| 8     | 75 a 79 | 4     |
| 12    | 70 a 74 | 16    |
| 28    | 65 a 69 | 36    |
| 48    | 60 a 64 | 36    |
| 32    | 55 a 59 | 44    |
| 60    | 50 a 54 | 52    |
| 68    | 45 a 49 | 64    |
| 40    | 40 a 44 | 64    |
| 56    | 35 a 39 | 36    |
| 48    | 30 a 34 | 56    |
| 24    | 25 a 29 | 32    |
| 44    | 20 a 24 | 36    |
| 80    | 15 a 19 | 48    |
| 64    | 10 a 14 | 36    |
| 68    | 5 a 9   | 24    |
| 52    | 0 a 4   | 36    |

## Economia
El 2007 la població en edat de treballar era de 1.036 persones, 784 eren actives i 252 eren inactives. De les 784 persones actives 744 estaven ocupades (384 homes i 360 dones) i 40 estaven aturades (17 homes i 23 dones). De les 252 persones inactives 98 estaven jubilades, 117 estaven estudiant i 37 estaven classificades com a «altres inactius».

### Ingressos
El 2009 a Serre-les-Sapins hi havia 587 unitats fiscals que integraven 1.575,5 persones, la mediana anual d'ingressos fiscals per persona era de 21.640 €.

### Activitats econòmiques
Dels 83 establiments que hi havia el 2007, 2 eren d'empreses alimentàries, 18 d'empreses de fabricació d'altres productes industrials, 16 d'empreses de construcció, 15 d'empreses de comerç i reparació d'automòbils, 5 d'empreses de transport, 4 d'empreses d'informació i comunicació, 3 d'empreses financeres, 3 d'empreses immobiliàries, 10 d'empreses de serveis, 2 d'entitats de l'administració pública i 5 d'empreses classificades com a «altres activitats de serveis».
Dels 20 establiments de servei als particulars que hi havia el 2009, 4 eren tallers de reparació d'automòbils i de material agrícola, 4 paletes, 4 guixaires pintors, 1 fusteria, 1 lampisteria, 3 electricistes, 1 perruqueria i 2 agències immobiliàries.
Dels 5 establiments comercials que hi havia el 2009, 1 era una gran superfície de material de bricolatge, 2 botiges de menys de 120 m², 1 una botiga de menys de 120 m² i 1 una botiga de roba.
L'any 2000 a Serre-les-Sapins hi havia 4 explotacions agrícoles.

## Equipaments sanitaris i escolars
L'únic equipament sanitari que hi havia el 2009 era un centre de salut.
El 2009 hi havia 2 escoles elementals.

## Poblacions més properes
El següent diagrama mostra les poblacions més properes.